# Lijst van burgemeesters van Twello
Dit is een lijst van burgemeesters van de voormalige Nederlandse gemeente Twello in de provincie Gelderland, die op 1 januari 1812 van de gemeente Voorst werd afgesplitst en op 31 december 1817 weer opging in de gemeente Voorst (gemeente).
| Ambtsperiode | Naam burgemeester         | Partij of stroming | Bijzonderheden                                                            |
| ------------ | ------------------------- | ------------------ | ------------------------------------------------------------------------- |
| 1812 - 1817  | mr. Philip Pelgrim Everts |                    | maire, 1813 schout; tevens burgemeester van Voorst wat hij tot 1843 bleef |